# Andrzej Kneifel
Andrzej Kneifel (ur. 1956 w Chrzanowie) – polski dziennikarz, w 2005 członek Krajowej Rady Radiofonii i Telewizji.

## Życiorys
W 1979 ukończył studia w Instytucie Stosunków Międzynarodowych w Moskwie. W 1981 został zatrudniony w ośrodku Telewizji Polskiej w Krakowie, zaczynając jako reporter i dochodząc do stanowiska zastępcy redaktora naczelnego. W latach 1995–1999 pełnił funkcję radcy do spraw politycznych i zastępcy ambasadora RP w Pradze. Po powrocie do kraju pracował w redakcji Warszawskiego Ośrodka Telewizyjnego. W 2001 objął stanowisko zastępcy dyrektora ds. programowych w TVP3.
W maju 2005 Sejm wybrał go w skład Krajowej Rady Radiofonii i Telewizji z rekomendacji SLD i przy poparciu ze strony SdPl oraz PSL. Jego kadencja miała trwać sześć lat, wygasła jednak już w grudniu 2005 po przyjęciu ustawy o przekształceniach i zmianach w podziale zadań i kompetencji organów państwowych w sprawach łączności, radiofonii i telewizji. Został później pracownikiem ambasady RP w Pekinie na stanowisku radcy, był też radcą ministrem w ambasadzie RP w Azerbejdżanie oraz Indiach.